# Adalto
Adalto Batista da Silva (ur. 30 sierpnia 1978) – brazylijski piłkarz występujący na pozycji obrońcy.

## Kariera piłkarska
Od 1999 do 2010 roku występował w América, Nacional, Consadole Sapporo, SE Palmeiras, Samsunspor, Guarani FC, Vitória Setúbal, América i Marília.